# Shin Mikuni
Shin Mikuni (11 giugno 1981) è un fumettista giapponese.

## Biografia
Ha lavorato per Hiro Mashima (autore di Fairy Tail) come assistente a Rave - The Groove Adventure, Monster Soul e Monster Hunter Orage, per poi cominciare a creare il suo manga, Spray King. Sul volume quattro dell'ultima opera è poi stato pubblicato un altro suo lavoro, Hunter Life (vita da cacciatori), che è una serie di brevi strisce comiche ambientate nel periodo in cui Mikuni lavorava nel team Mashima al manga MHO. È il secondo mangaka nato dal team dopo Miki Yoshikawa.

## Opere
- Vita da cacciatori(2009, pubblicato sul volume 4 di monster Hunter Orage)
- Spray King(2009): primo manga vero e proprio dell'autore
- Demons Star (2022): manga in collaborazione con Shūji Abe che si occupa della storia.
- Viken Ordo no Renkin Kenkyuushitsu (2022): manga in collaborazione con Kōsuke Unagi che si occupa della storia.